# Eldorado (São Paulo)
Eldorado (anteriormente Xiririca) es un municipio brasileño el estado de São Paulo. El municipio está formado por la sede y por los distritos de Barra do Batatal, Braço y de Itapeúna.